# Racing Evoluzione
Racing Evoluzione (APEX en Amérique du Nord) est un jeu de course automobile typé arcade, développé par Milestone et édité par  Atari Inc., sorti en 2003 en exclusivité sur Xbox.

## Système de jeu
Le jeu contient un mode de jeu principal intitulé Dream. Ce mode permet de gérer un garage automobile, de créer ses propres voitures et de participer à des courses avec.
Le jeu est jouable à 2 joueurs et n'est pas compatible avec le Xbox Live.

## Accueil
- Edge : 5/10[2]
- Electronic Gaming Monthly : 8/10[3]
- Eurogamer : 9/10[4]
- Game Informer : 7,75/10[5]
- GamePro : 4/5[6]
- Game Revolution : C+[7]
- GameSpot : 7,2/10[8]
- GameZone : 7/10[9]
- IGN : 7,8/10[10]
- Jeux vidéo Magazine : 16/20[11]
- Jeuxvideo.com : 16/20[1]